# Amphoe Phen
Amphoe Phen (Thai: อำเภอ เพ็ญ) ist ein Landkreis (Amphoe – Verwaltungs-Distrikt) im Norden der Provinz Udon Thani. Die Provinz Udon Thani liegt im nordwestlichen Teil des Isan, der Nordostregion von Thailand.

## Geographie
Benachbarte Bezirke (von Nordosten im Uhrzeigersinn): die Amphoe Sang Khom, Ban Dung, Phibun Rak, Mueang Udon Thani und Ban Phue in der Provinz Udon Thani Province, sowie die Amphoe Sakhrai, Mueang Nong Khai und Phon Phisai of Provinz Nong Khai.

## Geschichte
Die Geschichte des Bezirks geht zurück auf Mueang Phen, welche der Mueang Nong Khai untergeordnet war. 1907 wurde er zum Amphoe der Provinz Udon Thani mit dem Namen „Mueang Phen“ (เมืองเพ็ญ). Im Jahr 1917 wurde er in „Phen“ umbenannt.

## Verwaltung

### Provinzverwaltung
Amphoe Phen ist in elf Gemeinden (Tambon) eingeteilt, welche wiederum in 164 Dörfer (Muban) unterteilt sind. 
| No. | Name        | Thai     | Dörfer | Einw.  |
| --- | ----------- | -------- | ------ | ------ |
| 1.  | Phen        | เพ็ญ      | 16     | 12.885 |
| 2.  | Ban That    | บ้านธาตุ   | 20     | 16.582 |
| 3.  | Na Phu      | นาพู่      | 17     | 12.393 |
| 4.  | Chiang Wang | เชียงหวาง | 21     | 14.447 |
| 5.  | Sum Sao     | สุมเส้า    | 19     | 12.194 |
| 6.  | Na Bua      | นาบัว     | 11     | 06.690 |
| 7.  | Ban Lao     | บ้านเหล่า  | 13     | 08.615 |
| 8.  | Chom Si     | จอมศรี    | 17     | 10.281 |
| 9.  | Tao Hai     | เตาไห    | 09     | 05.965 |
| 10. | Khok Klang  | โคกกลาง  | 12     | 07.439 |
| 11. | Sang Paen   | สร้างแป้น  | 09     | 05.931 |

### Lokalverwaltung
Es gibt zwei Kleinstädte (Thesaban Tambon) im Landkreis:
- Phen (เทศบาลตำบลเพ็ญ), bestehend aus Teilen des Tambon Phen,
- Ban That (เทศบาลตำบลบ้านธาตุ), bestehend aus dem gesamten Tambon Ban That

Außerdem gibt es elf „Tambon Administrative Organizations“ (TAO, องค์การบริหารส่วนตำบล – Verwaltungs-Organisationen) für die Tambon im Landkreis, die zu keiner Stadt gehören.